# Réhon
 Réhon  es una comuna y población de Francia, en la región de Champaña-Ardenas, departamento de Meurthe y Mosela, en el distrito de Briey y cantón de Mont-Saint-Martin.
Su población en el censo de 1999 era de 3200 habitantes. Forma parte de la aglomeración urbana de Longwy.
Está integrada en la Communauté de communes de l'agglomération de Longwy .

## Demografía
| 5696 | 5174 | 4640 | 3750 | 3168 | 3200 |
| Para los censos de 1962 a 1999 la población legal corresponde a la población sin duplicidades (Fuente: INSEE [Consultar]) |      |      |      |      |      |